# Англо-француски рат (1213—1214)
Англо-француски рат је био рат између Француске и Енглеске. Рат је првенствено вођен у Нормандији, где се Јован без Земље борио против француског краља Филипа II Августа за превласт. Рат се окончао пресудном битком код Бувина, у којој је Филип победио Енглеску и њене савезнике.
Некада место сукоба између Ричарда Лављег Срца и Филипа II Августа, Нормандија је постала ратно жариште како је краљ Енглеске који је истовремено био војвода Нормандије морао да брани своју земљу близу Париза. Када је Јован без Земље ступио на престо, борио се да прошири своју државу, покренувши кампању у Нормандији да би се супроставио Филипу. Изгубио је много територија, што је довело до велике опсаде замак Гајар од 1203. до 1204.
Када је Папа Иноћентије III 1214. окупио савез против Француске, Јован се укључио у њега. Савезници су се срели са Филипом код Бувина. У  бици код Бувина Филипова много мања војска је победила. Француска победа је окончала рат и сваки Јованов покушај да поврати своје изгубљене територије.
Овај рат је био епизода у дужем сукобу између Француске и Енглеске око енглеских сукоба у Француској, који је започео ступањем Хенрија II на енглески престо 1154. и његовим сукобом са Лујем VII, а окончао се победом Луја IX над Хенријем III у битка код Тајбура 1242.